# Lanzelin xứ Klettgau
Lanzelin (khoảng 940-981/991) là một quý tộc người Đức và là tổ tiên của Nhà Habsburg. Cha của ông là Guntram Giàu có, một nhà quý tộc quyền lực. Ông kết hôn với Liutgarda xứ Nellenburg (con gái của Eberhart III xứ Thurgau), từ cuộc hôn nhân này, Lanzelin được thừa kế một phần tài sản của mình ở Thụy Sĩ ngày nay, trong khi từ cha mình, ông được thừa hưởng tước hiệu Công tước xứ Muri và Bá tước xứ Sundgau. Ông cũng sở hữu các tước hiệu Công tước xứ Altenburg và Bá tước xứ Klettgau, và sở hữu vùng đất ở Alsace.
Một giả thuyết khác về tổ tiên của Lanzelin cho rằng ông chỉ được Guntram nhận nuôi, trong khi thực tế là hậu duệ trực tiếp của người Carolingia hoặc người Alaholfing.
Người con trai thứ 3 của Lanzelin là Radbot đã thừa kế tước vị Bá tước xứ Klettgau và cho xây dựng Lâu đài Habsburg, kể từ đó, hậu duệ của ông đã lấy tên lâu đài đặt làm họ và tên triều đại. Vương tộc Habsburg, Quân chủ Habsburg, Vương tộc Habsburg-Lothringen... là những thuật ngữ thể hiện bá quyền ở châu Âu trong suốt thời trung cổ, cận đại và đầu thời hiện đại.

## Hậu duệ
Cuộc hôn nhân của Lanzelin và Liutgarda xứ Nellenburg để lại 5 người con, gồm có:
- Lanzelin II hay Lanzelin Con († 1027), là Bá tước xứ Reichenau, đồng thời có thể là người lập ra Nhà Zähringen.
- Werner († 1028), Giám mục Strasbourg.
- Radbot († 1045), Bá tước xứ Klettgau và là người xây dựng Lâu đài Habsburg. Ông là tổ tiên của Vương tộc Habsburg.
- Rudolf I († 1064), Bá tước xứ Habsburg.[5]
- Ông cũng có một cô con gái, Ita von Habsburg.